# 611070 Hsurueron
611070 Hsurueron este o planetă minoră (asteroid) din centura de asteroizi. A fost descoperită pe 21 iulie 2006 la Lulin Observatory⁠(d) de . 
Obiectul prezintă o orbită caracterizată de o semiaxă mare de 2,348951344333 UAi, o excentricitate de 0,20568494545063, o înclinație de 6,7368809582581 ° în raport cu ecliptica.